# Nicolas Hallier
Nicolas Hallier est un peintre de portraits français né vers 1635, et mort à Paris le 24 mars 1686.

## Biographie
On ne sait presque rien de cet artiste, et les informations qui ont été rassemblées sont contradictoires.
Il a été reçu à l'Académie royale de peinture et de sculpture le 30 juin 1663. Il a présenté comme tableau de réception le portrait de Louis Testelin. Le 1er août 1671, à la suite de la réunion du 12 juin, l'Académie a accepté les excuses de Nicolas Hallier pour sa négligence et a décidé de lui envoyer sa lettre.
Il a été marié avec Marguerite Turjon (†1691), veuve en premières noces de Nicolas Colin, vendeur et contrôleur de la marchandise de foin à Paris, qui lui a survécu. Nicolas Hallier a deux frères, Denis Hallier, aide à mouleur de bois, à Paris, François Hallier, marchand bourgeois de Paris. L'inventaire après décès montre qu'il est mort pauvre et qu'il a dû être entretenu par sa femme.